# Pegasus Bridge
Pegasus Bridge, tidigare Pont de Bénouville, är en klaffbro över Caenkanalen vid Bénouville i Normandie i norra Frankrike. Den är uppkallad efter 6th Airborne Division som har en Pegasus som symbol.
Bron var den första som erövrades i samband med Operation Overlord då två glidflygplan landade intill Caenkanalen natten mellan 5 och 6 juni 1944 inför landstigningen i Normandie. Aktionen skildras i filmen Den längsta dagen.
Den nuvarande bron, som invigdes 1994 är en kopia av den ursprungliga bron från 1935. Den gamla bron ingår i Mémorial Pegasus och soldaterna som dödades i aktionen är begravda på krigskyrkogården i Ranville.

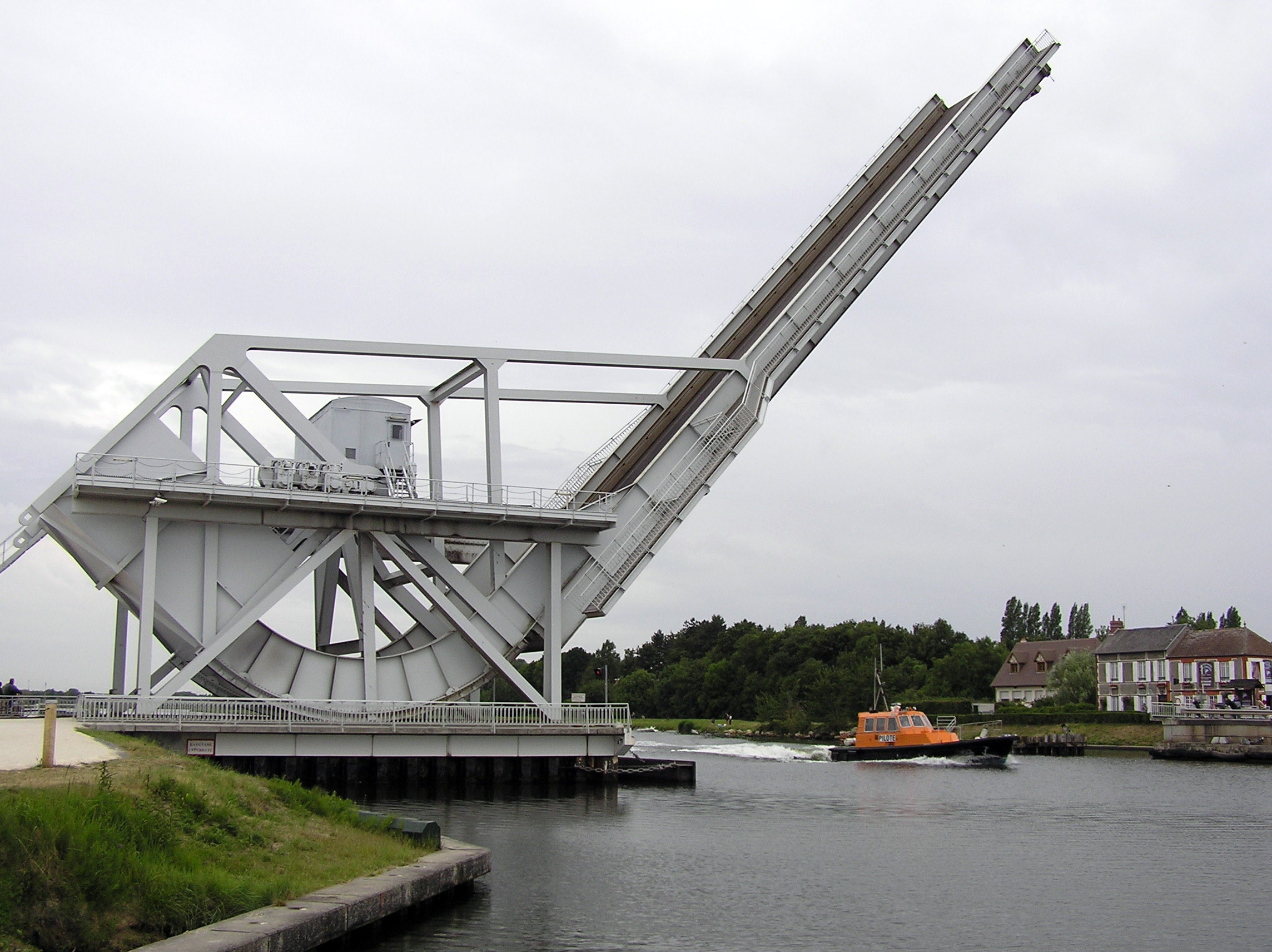
Nuvarande Pegasus Bridge från 1994.

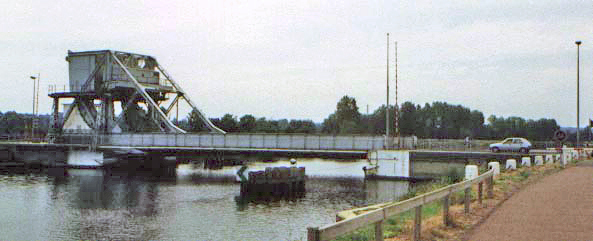
Den ursprungliga bron.

Animation av broöppning.